# Elke Vanhoof
Elke Vanhoof (* 16. Dezember 1991 in Mol) ist eine belgische Radrennfahrerin, die im BMX-Rennsport aktiv ist.

## Sportlicher Werdegang
Vanhoof kam als Neunjährige zum BMX-Fahren, als in ihrem Wohnort Dessel eine BMX-Bahn gebaut wurde. Ein Jahr darauf gewann sie in ihrer Altersklasse die belgischen Meisterschaften gegen die gleichaltrigen Jungen. Ab ihrem Übergang in die Elite 2010 war sie die mit Abstand beste belgische Fahrerin und gewann zahlreiche Landesmeisterschaften. Auch auf europäischer Ebene war Vanhoof erfolgreich: Sie gewann die Gesamtwertung des Europacups 2014 und 2015 und holte von 2013 bis 2022 mehrere Medaillen bei Europameisterschaften, bei denen sie 2015 siegreich war.
In Weltcup-Rennen waren ihre besten Ergebnisse zwei dritte Plätze 2016 und 2018; ihre beste Platzierung im Gesamtklassement war der 5. Rang 2016. In jenem Jahr schaffte sie auch die Qualifikation für die Olympischen Spiele; im olympischen BMX-Rennen kam sie bis ins Finale und wurde trotz einer Schienbeinverletzung Sechste.
2019 zog sie sich bei einem Lauf in Verona eine Gehirnerschütterung zu und musste pausieren, wodurch ihre Siegesserie bei belgischen Meisterschaften riss. Bei ihrem zweiten Olympia-Auftritt im BMX-Rennen von Tokio schied sie im Halbfinale aus und belegte den 11. Platz.
2023 fuhr Vanhoof auch im Bahnradsport in der belgischen Teamsprint-Mannschaft und bestritt mit dieser die Europameisterschaften 2023. Durch einen Sturz im BMX-Weltcup 2023, bei dem sie sich mehrere Wirbelbrüche zuzog, verpasste sie einen Großteil der Saison. Sie beschloss daher, sich für 2024 wieder auf BMX zu konzentrieren, um sich dort für die Olympischen Spiele 2024 zu qualifizieren. Obwohl sie sich im Weltcup 2024 das Handgelenk brach, konnte sie die Qualifikation sicherstellen und wurde vom belgischen Verband für das olympische Rennen nominiert. Ein weiterer Sturz im Training drei Wochen vor den Spielen zwang sie jedoch zum Verzicht.

## Erfolge
2009
 Europameisterschaften (Junioren)
 Belgische Meisterin (Junioren)
2010
 Belgische Meisterin
2011
 Belgische Meisterin
2012
 Belgische Meisterin
2013
 Belgische Meisterin
 Europameisterschaften
2014
 Belgische Meisterin
Gesamtwertung Europacup
2015
 Belgische Meisterin
 Europameisterin
Gesamtwertung Europacup
2016
 Belgische Meisterin
2017
 Belgische Meisterin
 Europameisterschaften
2018
 Belgische Meisterin
2020
 Belgische Meisterin
2021
 Europameisterschaften – Mannschaftszeitfahren
2022
 Europameisterschaften – Einzel, Mannschaftszeitfahren